# 模組連接器

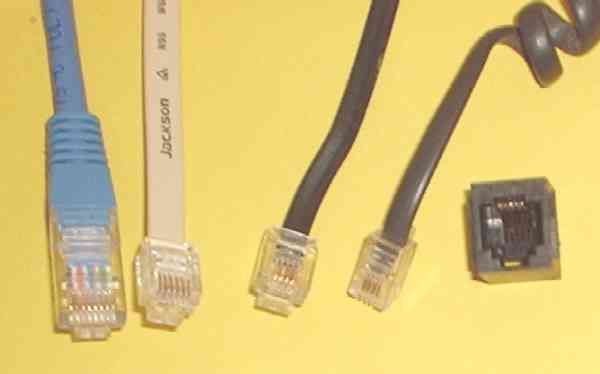

模組連接器是一種電氣連接器，用於計算機網絡，電信設備和音頻耳機等電子設備和電器的電線和電纜。
模組連接器最初是在1960年代開發用於特定的貝爾系統電話機的，而類似類型的連接器用於將客戶提供的電話用戶房屋設備與電話網絡簡單互連。聯邦通信委員會（FCC）於1976年強制採用接口註冊系統，在該系統中其被稱為註冊插孔。對於設計人員而言，現有技術的便利性和易用性導致模組連接器在許多其他應用中的氾濫。許多應用最初使用體積大並且昂貴的連接器,到這時已轉換為模組連接器。模組連接器的最著名的應用可能是電話和以太網。
因此，對於使用模組連接器的應用，存在各種電子接口規範，這些規範規定了其物理特性並將電子信號分配給它們的觸點。

## 8P8C
8位8觸點（The 8 position 8 contact，8P8C）連接器是一種模組連接器，通常用於端接雙絞線和多芯扁平電纜。 這些連接器通常用於雙絞線以太網，水晶頭（英語: Registered jack, RJ）和其他電話應用，使用TIA / EIA-568和Yost標準的RS-232串行通信以及涉及非屏蔽雙絞線，屏蔽雙絞線和多芯扁平電纜。